# Ivan Andrenik
Ivan Andrenik, rodným jménem Jiří Kudrna, později změněno na Jiří Kafka (2. listopadu 1921 Neveklov – 5. září 1998 Praha) byl český básník z okruhu dynamoarchistů.

## Život
Jeho otec byl lékař, matka byla mj. sestřenicí básnířky Simonetty Buonacciniové. V roce 1940 odmaturoval na benešovském gymnáziu a vzápětí se zapojil do protiněmeckého odboje, v organizaci Hnutí mládeže. V roce 1943 patřil k zakladatelům literární skupiny Pětník, což bylo jádro budoucí literární skupiny dynamoarchistů, k níž patřili Jaromír Hořec, František Listopad, Jaroslav Morák nebo Jan Grossman. V roce 1944 podepsal Výzvu dynamoarchistů, která se stala manifestem nového hnutí, a která žádala změnit české básnictví v obsahu i formě. Právě tito dynamoarchisté, včetně Andrenika, v roce 1945 založili tiskový koncern Mladá fronta.
Po válce též začal studovat vysokou školu, nejprve knihovnictví na Filozofické fakultě Univerzity Karlovy, později filmovou scenáristiku a dramaturgii. Zároveň pracoval jako nakladatelský redaktor (v nakladatelství Aloise Šaška ve Velkém Meziříčí) a knihovník v Ústředním vědeckometodickém kabinetu knihovnictví ve Státní knihovně v Praze (dnes Národní knihovna), ve Výzkumném osvětovém ústavu a v Památníku národního písemnictví. Byl spoluautorem Typového katalogu pro lidové knihovny z roku 1958. V letech 1968–1973 pracoval v České tiskové kanceláři, kde připravoval datové podklady pro novináře; na základě této činnosti přispěl i do biografických slovníků Kdo je kdo v Československu (1969, 1970). Od roku 1973 byl redaktorem nakladatelství Československý spisovatel. Zde pracoval až do odchodu do důchodu v roce 1982.

## Dílo
První verše publikoval v roce 1938 v časopise Jitro. Za války mu otiskl některé básně i časopis Řád. Tato raná tvorba byla ovlivněna vzorem Františka Halase. Po válce psal pro deník Mladá fronta a pro časopisy Generace, My, Archa, Blok, Mladé archy, Vyšehrad, Zpravodaj Umělecké besedy. Významný byl jeho příspěvek do poválečného sborníku dynamoarchistů Aktiv. Zdálo se, že patří k režimem preferovaným mladým autorům, avšak poté, co ho vrchní dobový kulturní ideolog Ladislav Štoll kritizoval ve své knize Třicet let bojů za českou socialistickou poezii (spolu s celou halasovskou linií české poezie), byl z literárního života vytěsněn a publikoval jen v okrajových tiskovinách, jako byl Jihočeský sborník historický, časopisy Literatura ve škole, Listy Klubu přátel poezie apod. V 60. letech vydal pod pseudonymem Jiří Paris bibliofilské básnické sbírky Stolístka naděje (1967) a Tmáň (1969).
V 70. a 80. letech publikoval v samizdatu, zejména ve spolupráci se svým dávným generačním druhem Jaromírem Hořcem, který vedl samizdatové nakladatelství Česká expedice, kde vydal v roce 1986 i básnickou sbírku Jediný zlý oheň, kde soustředil své básně z celého poválečného období, avšak zejména z let 1945–1960. Přispíval i do samizdatových sborníků Dialog s časem, Dynamoarchismus, Na střepech volnosti ad. Po listopadu 1989 publikoval zejména v časopise Souvislosti. V roce 1998 vyšel v České expedici výbor z jeho veršů nazvaný Motto z Hérakleita.
Michal Jareš ve Slovníku českých spisovatelů po roce 1945 jeho poezii charakterizoval slovy: "Andrenik často pracuje s pouhými náznaky, do kontrastu staví zvláštní napětí mezi nebývalou vnitřní kázní a vizionářskou kritikou stavu upadajícího poválečného světa. Typické jsou pro něj mollové, ztišující ponory do torzovitých příběhů a dějů, ve kterých se střetává subjektivní, až citově velmi důvěrná poloha, s chladnou úsečností světa mimo důvěrnost poznání. I když Andrenik šetří slovní expresivitou a využívá téměř písňových forem, vystupuje z jeho textů o to znatelnější bolest, strach a úzkost. Přesto tu má své místo i vůle všechny tyto existenciální problémy nést a přežít je i díky neokázalé vnitřní hrdosti."